# Jaromír Zmrhal
Jaromír Zmrhal (ur. 2 sierpnia 1993 w Žatecu) – czeski piłkarz, występujący na pozycji lewego pomocnika. Aktualnie jest zawodnikiem włoskiego klubu Brescia Calcio.

## Kariera klubowa
Swoją karierę piłkarską Zmrhal rozpoczął w klubie Slavia Praga. W 2012 roku stał się członkiem pierwszego zespołu. 30 lipca 2012 zadebiutował w nim w pierwszej lidze czeskiej w zremisowanym 3:3 domowym meczu z Vysočiną Igława. 23 sierpnia 2012 w domowym meczu ze Zbrojovką Brno (5:0) strzelił swojego premierowego gola w czeskiej lidze.
9 maja 2018 roku zagrał w wygranym meczu finału Pucharu Czech przeciwko FK Jablonec.
6 sierpnia 2019 roku ogłoszono transfer Zmrhala do występującej wówczas w Serie A - Brescii. Reprezentant Czech podpisał 4 letni kontrakt. Po zakończeniu sezonu Brescia spadła do Serie B.
| Sezon   | Klub           | Kraj   | Rozgrywki | Mecze | Gole |
| ------- | -------------- | ------ | --------- | ----- | ---- |
| 2012/13 | Slavia Praga   | Czechy | I liga    | 28    | 1    |
| 2013/14 | Slavia Praga   | Czechy | I liga    | 29    | 0    |
| 2014/15 | Slavia Praga   | Czechy | I liga    | 26    | 4    |
| 2015/16 | Slavia Praga   | Czechy | I liga    | 27    | 4    |
| 2016/17 | Slavia Praga   | Czechy | I liga    | 30    | 7    |
| 2017/18 | Slavia Praga   | Czechy | I liga    | 21    | 5    |
| 2018/19 | Slavia Praga   | Czechy | I liga    | 23    | 4    |
| 2019/20 | Slavia Praga   | Czechy | I liga    | 3     | 1    |
| 2019/20 | Brescia Calcio | Włochy | Serie A   | 21    | 2    |

## Kariera reprezentacyjna
Zmrhal grał w młodzieżowych reprezentacjach Czech na różnych szczeblach wiekowych. W reprezentacji Czech zadebiutował 11 października 2016 roku w zremisowanym 0:0 meczu eliminacji do MŚ 2016 z Azerbejdżanem, rozegranym w Ostrawie, gdy w 74. minucie zmienił Jiříego Skaláka.